# Magda Gál
Magda Gál (* 1909 in Szeged, Österreich-Ungarn; gestorben 1990) war eine ungarische Tischtennisspielerin und achtfache Vizeweltmeisterin.

## Werdegang
Magda Gál wurde 1909 in Szeged als Tochter einer Bankiersfamilie geboren. Von 1929 bis 1938 wurde sie für alle zehn Weltmeisterschaften nominiert. 1937 heiratete sie den ungarischen Tischtennis-Nationalspieler Tibor Házi. Im März 1939 emigrierte das Ehepaar in die Vereinigten Staaten, da es wegen seiner jüdischen Herkunft Probleme in Europa befürchtete. Bei einer Tournee durch mehrere amerikanische Städte zeigten sie in Schaukämpfen ihr Können. Im November 1941 wurden sie amerikanische Staatsbürger. Auch nach dem Zweiten Weltkrieg kehrten sie nicht nach Ungarn zurück. Sie lebten in Bethesda (Maryland). 1942 beendete sie ihre aktive Karriere.

## Sportliche Erfolge
Bei den Nationalen ungarischen Meisterschaften gewann Magda Gál fünfmal den Titel im Doppel, nämlich 1931 und 1935 mit Anna Sipos, 1934 und 1936 mit Mária Mednyánszky sowie 1937 mit Dóra Beregi. 1937 wurde sie ungarische Meisterin im Einzel.
Bei Weltmeisterschaften erreichte sie acht Mal ein Endspiel, wovon sie keines gewinnen konnte:
- 1929 im Mixed mit László Bellák, Niederlage gegen István Kelen/Anna Sipos
- 1930 im Doppel mit Marta Komaromi, Niederlage gegen Mária Mednyánszky/Anna Sipos
- 1931 im Doppel mit Lili Tiszai-Tenner, Niederlage gegen Mária Mednyánszky/Anna Sipos
- 1933 im Doppel mit Emiline Racz, Niederlage gegen Mária Mednyánszky/Anna Sipos
- 1933 im Mixed mit Sándor Glancz, Niederlage gegen István Kelen/Mária Mednyánszky
- 1934 mit der Mannschaft, Niederlage gegen Deutschland
- 1935 im Einzel, Niederlage gegen Marie Kettnerová
- 1935 mit der Mannschaft, Niederlage gegen die Tschechoslowakei

Zudem stand sie zwölf Mal im Halbfinale.
In der ITTF-Weltrangliste wurde Magda Gál 1932 auf Platz fünf geführt.

## Turnierergebnisse
| Jahr    | Ort      | Land             | Einzel        | Doppel        | Mixed         | Team |
| ------- | -------- | ---------------- | ------------- | ------------- | ------------- | ---- |
| 1938    | Wembley  | England          | letzte 64     | Viertelfinale | letzte 32     | 4    |
| 1937    | Baden    | Österreich       | letzte 32     | Viertelfinale | letzte 16     | 8    |
| 1936    | Prag     | Tschechoslowakei | Viertelfinale | Halbfinale    | Viertelfinale | 5    |
| 1935    | Wembley  | England          | Silber        | Viertelfinale | Viertelfinale | 2    |
| 1934    | Paris    | Frankreich       | Halbfinale    | Halbfinale    | letzte 16     | 2    |
| 1933    | Baden    | Österreich       | Halbfinale    | Silber        | Silber        |      |
| 1932    | Prag     | Tschechoslowakei | Halbfinale    | Halbfinale    | Halbfinale    |      |
| 1931    | Budapest | Ungarn           | Halbfinale    | Silber        | Halbfinale    |      |
| 1930    | Berlin   | BR Deutschland   | letzte 32     | Silber        | Halbfinale    |      |
| 1929    | Budapest | Ungarn           | Halbfinale    | Halbfinale    | Silber        |      |
| Quelle: |          |                  |               |               |               |      |